# 郑鸿业
郑鸿业（1929年9月—2018年7月21日），男，黑龙江哈尔滨人，中华人民共和国政治人物。

## 生平
1973年，先后任中国驻奥地利、希腊大使馆商务参赞；1979年，任中国国际贸易促进委员会联络部副部长、部长；1981年，任副主任。1989年，担任中国国际贸易促进委员会副会长；1988年，兼任中国国际商会副会长。1989年1月，担任中国国际贸易促进委员会、中国国际商会代理会长；10月正式担任中国国际贸易促进委员会会长、国家国际经济贸易仲裁委员会主席、国家海事仲裁委员会主席。
2018年7月21日，因病於北京逝世，享年89岁。